# SiegedSec
SiegedSec, abreviatura de Sieged Security y comúnmente autodescritos como Gay Furry Hackers («Hackers furrys y gay»), fue un grupo hacktivista criminal que se formó a principios de 2022 y que cometió una serie de ciberataques de alto perfil. incluyendo ataques a la OTAN, el Laboratorio Nacional de Idaho, y Real America's Voice. El 10 de julio de 2024, después de atacar a la Fundación Heritage, el grupo anunció que se disolvería en un esfuerzo por evitar un escrutinio más detenido.

## Descripción
SiegedSec estaba dirigido por un individuo bajo el alias «vio». Abreviatura de Sieged Security («Seguridad sitiada»), El canal Telegram de SiegedSec se creó por primera vez en abril de 2022, y comúnmente se referían a sí mismos como «hackers furrys homosexuales». SiegedSec se ha dirigido a una amplia variedad de organizaciones, desde organizaciones intergubernamentales como la OTAN e instalaciones de investigación federales como el Laboratorio Nacional de Idaho hasta movimientos de derecha como la Fundación Heritage y Real America's Voice, y varios estados de EE. UU. que han adoptado decisiones legislativas contra los cuidados de afirmación de género.

## Ataques notables

### Atlassian
El 14 de febrero de 2023, SiegedSec filtró sus datos en Internet al importante proveedor australiano de software Atlassian utilizando credenciales de empleados robadas. Unos 13 000 registros de empleados se vieron afectados en este ataque y SiegedSec también pudo obtener planos de las oficinas de Atlassian.

### Movimientos #OpTransRights
En junio de 2023, SiegedSec apuntó a varias entidades del gobierno de Estados Unidos para protestar contra los proyectos de ley en contra de la atención de afirmación de género. Los piratas informáticos publicaron una variedad de datos, incluidos datos del gobierno de Fort Worth, Texas, la Corte Suprema de Nebraska y archivos de la policía de Carolina del Sur.
En abril y mayo de 2024, SiegedSec inició su segunda operación en pro de los derechos trans, #OpTransRights2. Los piratas informáticos atacaron y filtraron con éxito datos de Real America's Voice y River Valley Church.

### Universidad de Connecticut
En julio de 2023, SiegedSec envió una serie de correos electrónicos falsos a estudiantes universitarios de la Universidad de Connecticut utilizando LISTSERV, anunciando falsamente el «lamentable fallecimiento de Radenka Maric» (la presidenta de la universidad en aquel momento). Durante una entrevista con el Hartford Courant, «vio» se atribuyó la responsabilidad del incidente, explicó la vulnerabilidad que les permitió realizar el hack y dijo sobre su motivación que el grupo did it for the lulz («lo hicieron por diversión»).

### OTAN
En 2023, SiegedSec comprometió dos veces los portales de la OTAN. La filtración ascendió a más de 3000 documentos internos. Los portales comprometidos fueron el Aprendizaje Distribuido Avanzado Conjunto, el Portal de Lecciones Aprendidas de la OTAN, el Portal de la Red Logística, el Portal de Cooperación de Comunidades de Interés, el Portal de la División de Inversiones de la OTAN y la Oficina de Normalización de la OTAN. Poco después del incidente, la OTAN anunció que investigaría el ataque.

### Bezeq
El 30 de octubre de 2023, SiegedSec atacó a Bezeq, uno de los mayores proveedores de telecomunicaciones israelíes. Los piratas informáticos publicaron información sobre casi 50 000 clientes.

### Laboratorio Nacional de Idaho
En noviembre de 2023, el sistema de recursos humanos Oracle del Laboratorio Nacional de Idaho se vio comprometido, lo que provocó la filtración de datos personales de los empleados, y el grupo exigió que el laboratorio investigara la «creación de catgirls de la vida real» a cambio de la remoción de los datos. El 7 de febrero de 2024, varios empleados recibieron por correo solicitudes de pago de rescate con sus datos.

### Fundación Heritage
En julio de 2024, SiegedSec anunció que habían violado y filtrado datos del grupo de expertos conservador Fundación Heritage, que lideró las propuestas del Proyecto 2025. Emitieron un comunicado en Telegram, calificando las propuestas como «un plan nacionalista cristiano autoritario para reformar el gobierno de Estados Unidos». Un portavoz de Heritage descartó los ataques como «una narrativa falsa y una exageración», afirmando que todas las bases de datos, sistemas y sitios web permanecían seguros. El grupo de hackers publicó registros de una conversación en Signal entre «vio» y el ejecutivo de la Fundación Heritage, Mike Howell, en la que Howell afirmó que él, en colaboración con el FBI, estaba «en el proceso de identificar y descubrir miembros de su grupo».

## Disolución
Después de publicar las conversaciones con la Fundación Heritage, SiegedSec anunció que se disolverían «por nuestra propia salud mental, el estrés de la publicidad masiva y para evitar la atención del FBI».

## Investigaciones
Tras el ataque al Laboratorio Nacional de Idaho, se anunció que se había contactado al FBI y a la Agencia de Seguridad de Infraestructura y Ciberseguridad para ayudar a investigar el incidente.